# 昭和製糖
昭和製糖（昭和製糖株式會社）為台灣日治時期1927年成立的製糖會社，本社位在新竹州苗栗郡苗栗街。其前身為1913年2月成立於臺南廳噍吧哖庄（今臺南市玉井區）的「臺南製糖」，之後陸續合併了多家製糖會社，製糖工場分布在宜蘭廳、南投廳、臺南廳、阿緱廳及沖繩縣；本社於1916年由臺南廳遷至宜蘭廳二結庄，於1927年改組為「昭和製糖株式會社」，之後再於1938年搬到新竹州苗栗郡苗栗街，管轄宜蘭、玉井、苗栗、沙鹿製糖所。最後，因二戰時的糖業限制及激烈競爭，在1939年被併入大日本製糖。

## 臺南製糖(1913-1927)

### 沿革

#### 成立及發展
陳鴻鳴等人於1906年在臺南廳噍吧哖庄創立了「永興製糖合股會社」，以舊式糖廍製糖。後來為擴張規模，於1910年12月改為資本額60萬圓的「永興製糖株式會社」，在噍吧哖庄設置300噸的新式製糖工場，以及在二重溪庄設置120噸的改良糖廍。但因位處山區導致原料、產品運輸不易，於是計畫將公司賣出。後來便賣給鈴木梅四郎、安部幸之助、河合芳太郎等人，並在1913年2月由以資本300百萬圓成立「臺南製糖株式會社」，在同年3月通過臺灣總督府許可，合併了原屬永興製糖的全部事業。1915年1月，二重溪改良糖廍合併至噍吧哖製糖所。由於噍吧哖製糖所交通不便，且在設立當初，當地在1915年8月發生西來庵事件，導致當地人口減少，難以招募勞工，臺南製糖在初期經營並無特別發展。在第一次世界大戰爆發後，台灣的糖業景氣轉好而迅速成長，臺南製糖陸續併購了多處的製糖會社。
1915年，臺南製糖合併了「台灣赤糖會社」。1916年6月，臺南製糖合併了安部幸兵衛經營的「安泰糖廍合名會社」，取得了四處改良糖廍：十張犁工場、內埔工場、狗氤氳工場、無水藔工場。同年9月在臺灣總督府許可之下，合併了鈴木商店財閥下由波江野吉太郎等人組織而成的「合名會社宜蘭製糖所」，取得七張庄製糖所（後改稱宜蘭製糖所），之後本社由噍吧哖庄遷至宜蘭廳二結庄，並在二結興建新式工場宜蘭製糖所，其在1917年1月竣工，且資本金增加至500萬圓。在同年，為了合併位在沖繩縣的「沖繩製糖株式會社」，先在台灣成立了沖繩製糖合資會社，將沖繩製糖的資產轉移到臺南製糖。1917年5月，臺南製糖與沖繩製糖正式合併，取得高嶺製糖工場、宜野灣工場、今歸仁工場，資本金增至800萬圓。1917年10月，合併了「沖臺拓殖製糖株式會社」，取得了位於沖繩縣的嘉手納、豐見城、西原新、西原舊的四座蜜糖工場，位於台灣的新威工場、下崁工場和前大埔工場的三處改良糖廍，以及在兵庫縣由沖臺拓殖製糖經營的尼崎冰糖工場，至此成為沖繩縣最大的製糖會社，而台南製糖的事業也延伸至南投和嘉義地區的樟腦採集事業，資本金增至1,350萬圓。
1918年1月，宜蘭的新式製糖工場（第一工場）改建完工並開始製造分蜜糖，同時經營以甘蔗渣製紙的事業，其製紙工場位於宜蘭製糖所隔壁，於同年4月完工。1918年3月，合併「台南製糖合資會社」，同月併購「合名會社臺東腦行」。1918年12月，取得由東洋製糖經營的宮古島製糖場；1920年3月，合併「宮古島製糖株式會社」，取得了宮古工場，此時已成為了資本金2,250萬元的大型會社。

#### 事業緊縮
由於一戰過後的歐洲糖業復甦，亞洲的糖業因生產過剩而景氣下滑，臺南製糖在1918年將其在南投廳、嘉義廳和台東廳下的製腦事業讓渡予臺灣製腦株式會社。糖價在1920年下半年開始暴跌後，造成台南製糖發生財務危機，於是在1921年將宜蘭的水力發電事業先讓渡給臺灣電力株式會社的分公司臺灣電氣興業株式會社；將植林事業讓渡給臺灣森林工業株式會社。宜蘭的製紙工場在市場價格崩落以及技術不成熟的情況下，在1923年終止運作，氮肥工廠的計畫亦在此時中止。
在1925年9月，將新威工場賣給邱義生，前大埔工場賣給林按察，而無水寮與山杉林工場在同年11月賣給鹽水港製糖，而內埔工場、宜蘭第一工場、宜蘭第二工場與今歸仁工場亦在此時停止運作。此外，尼崎冰糖工場在1925年10月貸給了東洋製糖。臺南製糖之後將事業重心移往沖繩的七個工場，以及在臺灣的宜蘭製糖所、玉井製糖所、下崁和狗氤氳的兩個改良糖廍。為了避免臺南製糖倒閉，在1925年6月30日的臺南製糖股東大會決定大減資，並將製糖以外的事業分離，獨立為其他公司；台南製糖將其下的製紙工場分離另成立「三亞製紙會社」。減資在1926年11月10日完成，但遲遲未見成效，後來於1927年9月12日，由臺南製糖與臺灣銀行各出資150萬成立「昭和製糖株式會社」，繼承台南製糖的其他資產。臺南製糖位在沖繩縣的工場則由興業銀行接管。 

### 所屬機構
| 名稱         | 位置                     | 能力  | 來源                | 備註                                   |
| ------------ | ------------------------ | ----- | ------------------- | -------------------------------------- |
| 本社         | 玉井製糖所內             |       |                     |                                        |
| 東京出張所   | 東京市日本橋區本町一丁目 |       |                     |                                        |
| 玉井製糖所   | 臺南州新化郡玉井庄玉井   | 300噸 | 永興製糖            |                                        |
| 二重溪工場   | 臺南州曾文郡大內庄二重溪 | 120噸 | 永興製糖            | 1915年併入噍吧哖工場                   |
| 十張犁工場   | 高雄州旗山郡杉林庄       | 40噸  | 安泰糖廍合名會社    | 後改稱山杉林工場，1925年賣給鹽水港製糖 |
| 內埔工場     | 高雄州旗山郡內門庄內埔   | 100噸 | 安泰糖廍合名會社    | 1925年停止運作                         |
| 狗氤氳工場   | 高雄州岡山郡田寮庄狗氳氤 | 60噸  | 安泰糖廍合名會社    |                                        |
| 無水寮工場   | 高雄州鳳山郡大樹庄無水寮 | 40噸  | 安泰糖廍合名會社    | 1925年賣給鹽水港製糖                   |
| 宜蘭工場     | 臺北州宜蘭郡壯圍庄七張   | 300噸 | 合名會社宜蘭製糖所  | 之後遷到二結                           |
| 宜蘭第一工場 | 臺北州羅東郡五結庄二結   | 400噸 |                     | 1925年停止運作                         |
| 宜蘭第二工場 | 臺北州羅東郡五結庄二結   | 750噸 |                     | 1925年停止運作                         |
| 今歸仁工場   | 沖繩縣                   | 200噸 | 沖繩製糖            | 1925年停止運作                         |
| 高嶺製糖工場 | 沖繩縣                   | 300噸 | 沖繩製糖            | 1927年由興業銀行接管                   |
| 宜野灣工場   | 沖繩縣                   | 200噸 | 沖繩製糖            | 1927年由興業銀行接管                   |
| 嘉手納工場   | 沖繩縣                   | 400噸 | 沖臺拓殖製糖        | 1927年由興業銀行接管                   |
| 豐見城工場   | 沖繩縣                   | 250噸 | 沖臺拓殖製糖        | 1927年由興業銀行接管                   |
| 西原新工場   | 沖繩縣                   | 250噸 | 沖臺拓殖製糖        | 1927年由興業銀行接管                   |
| 西原舊工場   | 沖繩縣                   | 100噸 | 沖臺拓殖製糖        | 1927年由興業銀行接管                   |
| 宮古工場     | 沖繩縣                   |       | 東洋製糖→宮古島製糖 | 1927年由興業銀行接管                   |
| 新威工場     | 高雄州屏東郡六龜庄新威   | 40噸  | 沖臺拓殖製糖        | 1925年賣給邱義生                       |
| 下崁工場     | 臺中州竹山郡竹山街下崁   | 100噸 | 沖臺拓殖製糖        |                                        |
| 前大埔工場   | 臺南州新營郡番社庄前大埔 | 60噸  | 沖臺拓殖製糖        | 東山前大埔糖廠，1925年賣給林按察       |
| 尼崎冰糖工場 | 兵庫縣                   |       | 沖臺拓殖製糖        | 1925年抵押給東洋製糖                   |

## 昭和製糖(1927-1939)

### 沿革

#### 昭和製糖

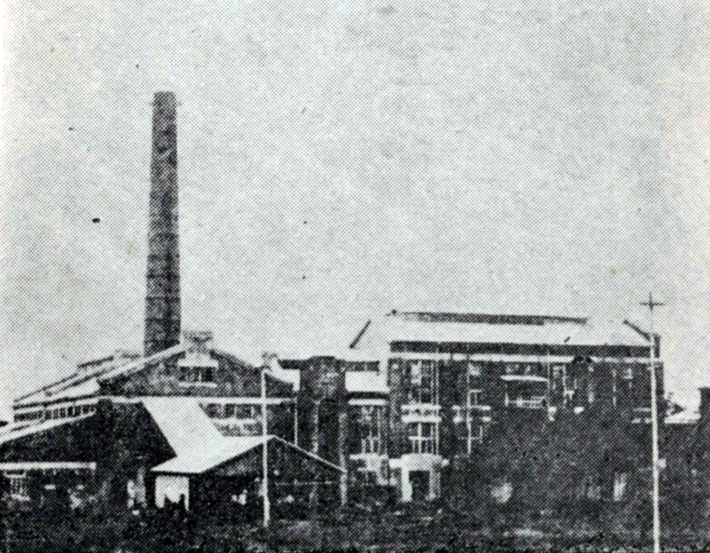
苗栗製糖所

昭和製糖是臺南製糖在經營困難下改組成立，也代表臺灣銀行開始跨入製糖業，並在臺灣銀行頭取森廣藏推薦下，由山瀨肇擔任專務取締役。日本在1931年由犬養毅內閣實施黃金輸出禁止令和兌換停止令，使日本經濟逐漸回穩，而昭和製糖也逐漸還清債務。1934年2月20日，昭和製糖正式合併新竹製糖、沙轆製糖，並由赤司初太郎擔任社長。1936年，玉井製糖所在臺灣率先以電力設備製糖，取代以往用燃燒甘蔗渣產生動力製糖的方式，並將玉井製糖所的能力擴建至1,000噸，苗栗製糖所亦在後來擴建至1,000噸。為了進一步利用製糖產生的甘蔗渣，赤司初太郎及後宮信太郎、山瀨肇、永井清次、望月軍四郎、藤山愛一郎、金澤冬太郎、中村要、萩原哲三、坂本素魯哉等人，於1938年在台中州烏日庄設立「臺灣紙漿工業會社」，以利用大日本製糖彰化、烏日、月眉工場及昭和製糖苗栗、沙鹿工場生產的甘蔗渣製造紙漿。1938年10月1日，昭和製糖的本社遷到苗栗街。1939年9月，設立苗栗酒精工場。1939年12月5日，昭和製糖併入大日本製糖。

#### 新竹製糖
新竹製糖株式會社原本是由臺灣新聞社社長、帝國製糖創辦人之一的松岡富雄，於1917年6月設立的「苗栗製糖組合」，並在苗栗設立能力300噸的改良糖廍，於1918年底開始製糖。由於當時正值糖業市場大好，苗栗製糖於是合併鄰近的「銅鑼製糖株式會社」、「三湖製糖場」、「樹圯林製糖組合」等改良糖廍，並計畫設置新式的製糖工場。1919年3月，苗栗製糖組合改為「松岡拓殖合資會社」，並將苗栗的糖廍改造為能力500公噸的分蜜糖工場，在1920年2月完工。1919年12月，「新竹製糖株式會社」成立，由安部幸之助擔任社長、松岡富雄擔任專務董事。1920年2月，由新竹製糖繼承了松岡拓殖的所有事業，樹圯林工場在之後改稱「竹東工場」。1926年9月，新竹製糖合併了鄰近的「朝日製糖拓殖株式會社」，取得了南湖工場。

#### 沙轆製糖
沙轆製糖株式會社可追溯至1905年由劉以專設立於臺中廳北勢坑庄的能力40噸的改良糖廍，此糖廍之後陸續由劉子劉水添、米糖富商紀木峻、王雪農成立的「億源米糖株式會社」經營。1916年，億源米糖在臺中廳沙轆庄設立能力60噸的改良糖廍。1919年，三井台北支店長羽鳥精一、大川清一、安部幸兵衛等人買下「億源米糖株式會社沙鹿工場」，繼承其製糖事業，於同年7月組成「沙轆製糖株式會社」，資本金250萬元；同年10月合併改良糖廍高美製糖廠。1920年9月，北勢坑糖廍併入沙轆工場。1921年9月，高美工場併入沙轆工場，使沙轆工場成為能力300噸的新式分蜜糖工場。

### 所屬機構
| 名稱         | 位置                           | 能力   | 來源     | 備註             |
| ------------ | ------------------------------ | ------ | -------- | ---------------- |
| 本社         | 宜蘭製糖所內                   |        |          |                  |
| 東京出張所   | 東京市麴町區丸之內二丁目       |        |          |                  |
| 宜蘭製糖所   | 臺北州羅東郡五結庄二結         | 750噸  | 臺南製糖 | 1943年停閉       |
| 玉井製糖所   | 臺南州新化郡玉井庄玉井         | 1000噸 | 臺南製糖 |                  |
| 苗栗製糖所   | 新竹州苗栗郡苗栗街維祥字內麻   | 1000噸 | 新竹製糖 |                  |
| 沙鹿製糖所   | 臺中州大甲郡沙鹿街沙鹿字斗抵   | 300噸  | 沙鹿製糖 | 1942年停閉       |
| 竹山工場     | 臺中州竹山郡竹山街下崁字柯子坑 | 500噸  | 臺南製糖 |                  |
| 大湖工場     | 新竹州大湖郡大湖庄大湖         | 120噸  | 新竹製糖 |                  |
| 大崗山工場   | 高雄州岡山郡田寮庄狗氤氳       |        | 臺南製糖 | 委託蓬萊物產經營 |
| 苗栗酒精工場 | 新竹州苗栗郡苗栗街維祥字內麻   |        |          |                  |

## 設施
為了糖廠職員的日常生活用水，各工場有設立簡易水道以提供自來水。在宗教方面，各製糖所內有設立神社，例如宜蘭糖廠內的「二結稻荷社」、苗栗糖廠內的「苗栗稻荷社」、玉井糖廠內的「玉井神社」。